# Мілева Марич
Мілева Марич (серб. Милева Марић; 19 грудня 1875, Тител, Воєводина, Австро-Угорщина, сучасна Сербія — 4 серпня 1948, Цюрих, Швейцарія) — сербська вчена-фізик, була першою сербкою й однією з перших жінок у світі, які здобули вищу математичну та фізичну освіту. Була в шлюбі з Альбертом Ейнштейном і, ймовірно, зробила внесок у створення теорії відносності.

## Біографія
Мілева походила із заможної сербської родини. Батько помітив неординарні здібності доньки до науки й всіляко підтримував її на шляху до вищої освіти. Спочатку Мілева відвідувала Сербську вищу школу для дівчат у Новому Саді, далі вчилась у реальній школі та Сербській королівській гімназії у м. Шабаць. Коли родина перебралася до Заґреба, майбутня науковиця продовжила навчання у місцевій гімназії. Згодом вона навчалась вже в Цюриху й, нарешті, склала випускні атестаційні іспити в Берні.
Мілева поступила в Цюрихський університет на медичний факультет, однак після першого ж семестру вирішила продовжити навчання в політехнікумі. 1896 року вона — єдина жінка на курсі — почала вивчати фізику й математику й відвідувала ті самі лекції, що й Альберт Ейнштейн. Згодом вони почали зустрічатись. Зимовий семестр 1897/98 рр. Мілева провчилась у Гайдельберзькому університеті, проте у квітні 1898 р. повернулась до політехнікуму. 1899 року Марич успішно склала перший іспит, однак через рік їй не вдалося скласти дипломний іспит. У 1901 р. вона завагітніла від Ейнштейна. На третьому місяці вагітності Мілева спробувала ще раз скласти дипломний іспит, але ця спроба теж була невдалою.
1902 року у Воєводині, де мешкала родина Марич, народилась позашлюбна дочка Мілеви й Альберта, яку назвали Лізерл. Нічого невідомо про подальшу долю дівчинки. Найімовірніше, вона захворіла й померла 1903 року, або її віддали на виховання до прийомної сім'ї.
У 1903 році у Берні Марич виходить заміж за Ейнштейна проти волі його матері. 1904 року на світ з'являється їхній син Ганс Альберт, а 1910 року — другий син Едуард.
1912 року Ейнштейн починає таємно листуватися зі своєю майбутньою другою дружиною Ельзою. У 1914 році Мілева переїжджає в Цюрих, а Альберт залишається в Берліні. Відтоді він намагається отримати її дозвіл на розлучення. Навіть обіцяє, що якщо йому присудять Нобелівську премію, він віддасть їй гроші. 14 лютого 1919 року Марич та Ейнштейн офіційно розлучаються в Цюриху.
У підсумку Мілева з синами вимушені провадити скромний спосіб життя. Коли 1922 року Ейнштейн отримує Нобелівську премію з фізики, він переказує їй гроші, як було домовлено в угоді про розлучення. Так Марич купує в Цюриху квартиру. Однак левова частка грошей йде на лікування її сина Едуарда, що страждав від шизофренії. Мілева піклувалась про нього до своїх останніх днів. У 1948 р. вона померла у приватній цюрихській клініці. Мілева Марич похована у Цюриху на кладовищі Нордгайм.